# Ганс Ванакен
Ганс Ванакен (фр. Hans Vanaken, нар. 24 серпня 1992, Нерпелт) — бельгійський футболіст, півзахисник клубу «Брюгге» і національної збірної Бельгії.

## Клубна кар'єра
Народився 24 серпня 1992 року у місті Нерпелт. Розпочав займатись футболом у клубі «Ломмел», а після банкрутства клубу потрапив до академії ПСВ. 2008 року повернувся на батьківщину і став футболістом молодіжної команди «Ломмел Юнайтед».
У дорослому футболі дебютував 2010 року виступами за команду клубу «Ломмел», в якій провів три сезони у другому дивізіоні, взявши участь у 84 матчах чемпіонату. Більшість часу, проведеного у складі «Ломмела», був основним гравцем команди.
До складу клубу «Локерен» приєднався влітку 2013 року і в першому ж сезоні виграв з командою Кубок Бельгії, відігравши у шести кубкових матчах, в тому числі і у переможному фіналі проти «Зюлте-Варегема» (1:0). Відіграв за команду з Локерена протягом двох сезонів 76 матчів в національному чемпіонаті.
З 2017 року захищає кольори «Брюгге».

## Виступи за збірні
З 2012 року залучався до складу молодіжної збірної Бельгії. На молодіжному рівні зіграв у 5 офіційних матчах.
2018 року дебютував у лавах національної збірної Бельгії.

## Титули і досягнення
- Чемпіон Бельгії (6):

«Брюгге»:  2015-16, 2017-18, 2019-20, 2020-21, 2021-22, 2023-24
- Володар Кубка Бельгії (2):

«Локерен»: 2013-14, 2024-25
- Володар Суперкубка Бельгії (5):

«Брюгге»:  2016, 2018, 2021, 2022, 2025

## Приватне життя
Ганс має старшого брата Сема Ванакена, також футболіста. Крім того обидва вони є синами колишнього футболіста Вітала Ванакена.